# 소년이여
소년이여(영어: A Boy)는 대한민국의 음악 그룹 빅뱅의 G-Dragon의 노래이다. 이 노래는 그의 데뷔 솔로 음반 Heartbreaker에 수록 되어 있다.

## 배경
G-Dragon은 2009년 8월 18일 정규 음반 발매를 앞두고, 8월 10일 "소년이여"의 음원을 미투데이를 통해 30초가량 선공개하였다. 이후 "Butterfly"를 포함한 티저 뮤직 비디오를 공개하였다. G-Dragon이 이 노래의 작사와 작곡에 참여했으며, 노래 가사에는 12세의 어린 나이에 YG 엔터테인먼트의 연습생이 됐을때부터 어린 소년으로서 겪었던 생각과 투쟁을 담고 있다.

## 뮤직 비디오
"소년이여"의 뮤직 비디오는 "Butterfly"와 마찬가지로 많은 컴퓨터 그래픽을 배경으로 제작 되었다. 그의 이전 뮤직 비디오와는 달리, G-Dragon이 다양한 변화 그래픽에서 노래를 부르고 있는 음악 특색을 담고 있다. 이 뮤직 비디오에서 G-Dragon은 노래의 가사를 통해 자신의 투쟁과 감정을 표현하고 있다.